# Парламентські вибори у Великій Британії 1970
Парламентські вибори у Великій Британії 1970 року проходили в четвер 18 червня 1970 року. В результаті перемогу несподівано здобула консервативна партія під керівництвом Едварда Гіта, яка обійшла правлячу Лейбористську партію Гарольда Вільсона. Ліберальна партія під керівництвом нового лідера Джеремі Торпа, втратили половину своїх місць. Консерватори разом із Юніоністською партією Ольстера (UUP), забезпечили собі більшість з тридцяти одного депутата. Ці парламентські вибори були першими, на яких люди могли голосувати з 18-річного віку, після прийняття закону 1969 року за попередній рік.
На 2017 рік ці вибори є першими виборами в яких вперше брали участь члени палати громад, які мають показник безперервної роботи: консерватор Кеннет Кларк і лейборист Денніс Скіннер. Кларк є найстарішим депутатом після смерті 86-річного сера Джеральда Кауфмана 26 лютого 2017 року.
Більшість опитувань громадської думки перед виборами вказували не перемогу лейбористів, які на 12,4 % випереджали консерваторів. У день виборів, британці дали на 3,4 % більше голосів за консерваторів. Так закінчилася майже шестирічне керівництво державою лейбористів. Хоча Вілсон залишився лідером Лейбористської партії в опозиції.
Результат також надихнув нового главу уряду Едварда Гіта, щоб почати офіційні перемовини від імені Сполученого Королівства щодо членства у Європейському співтоваристві (ЄС) або «Спільному ринку», так як він був широко відомий у той час, перш ніж він згодом став Європейським Союзом. Велика Британії офіційно вступила в ЄС 1 січня 1973 року, разом з Ірландією і Данією.
Джордж Браун і Дженні Лі залишили парламент у результаті виборів.
Парламентські вибори 1970 року стали останніми виборами до виборів 2017 року, де дві головні партії отримали більше 40 % голосів виборців. А також це останні дострокові вибори, де третя за величиною партія (в даному випадку ліберали) отримали менше 10 % голосів.
Вибори загальнонаціональних партій у Великій Британії також залежали від отриманих місць у Північній Ірландії. Так UUP об'єднався з консервативною партією у парламенті, традиційно беручи консерваторів за парламентських лідерів. Для всіх цих намірів і цілей UUP створила у Північній Ірландії відділення консервативної партії. У 1972 році на знак протесту проти затвердження парламентом Північній Ірландії, у парламенті Юніоністська партія Ольстера вийшла з цього союзу.

## Дата виборів
День 18 червня був нібито обраний тому, що Гарольд Вільсон хотів, як прем'єр-міністр, піти на вибори до введення десяткової монетної чеканки на початку 1971 року, за які уряд несе відповідальність і, як він думав, будуть надзвичайно непопулярним. Отже, Вільсон прагнув отримати якийсь імпульс, щоб обійти консерваторів, які очікували виборів на жовтень 1970 року.

## Огляд
Експерти вважали, що несподівано погане встановлення платіжного балансу держави (дефіцит торгового балансу склав 31 млн фунтів стерлінгів), випущений в день виборів і втрата престижу футбольної Англії, яка 15 червня на Чемпіонаті світу, програла ФРН, в цілому сприяло перемозі Лейбористів на виборах.
Інші фактори, які були названі як причини перемоги консерваторів включали недисциплінованість, зростання цін, загроза девальвації, введення урядом селективного податку (SET), результатів рівня безробіття, що був опублікований в день голосування, свідчив про найвищий його рівень з 1940 року.
В інтерв'ю Робіну Дею, прем'єр-міністр Великої Британії Гарольд Вільсон підкреслив можливість того, що «самовдоволення, породжене опитуванням громадської думки», можливо, призвело до низької явки прихильників партії лейбористів. Участь збірної Англії на чемпіонаті світу з футболу привернула набагато більший суспільний інтерес, ніж парламентські вибори.
Американський соціолог Дуглас Шоен і вчений з Оксфордського університету Р. В. Джонсон стверджує, що Енох Пауелл інвестував 2,5 мільйона голосів в консерваторів, незважаючи на те, що кількість голосів збільшилася лише на 1,7 мільйона. Джонсон пізніше сказав: «тепер стало ясно, що Пауелл переміг на виборах 1970-го Торі… всіх тих, хто змінив свої голоси від однієї партії до іншої, 50 відсотків робочого класу Powellites». Професор політології Рендалл Хансен оцінив ряд досліджень, у тому числі деякі, які стверджували, що Пауелл зробив мало або не вплинув на результат. Але він прийшов до висновку, що «принаймні, ефект Пауела, швидше за все, стався під час голосування за консерваторів у тих виборчих округах, які б голосували за Торі в будь-якому випадку».
У ніч виборів коментатори Майкл Барратт і Джеффрі Прис не говорили про будь-які прояви « фактору Пауела», як це робили консервативні депутати Реджинальд Модлінг, Тімоті Сенс і Х'ю Дейкес.
Парламент 1970—1974 років на сьогоднішній день, був єдиним з 1924—1929 років парламент, в якому партія консерваторів перемогли на один термін, перш ніж повернутися в опозицію.
Найбільшою жертвою виборів був Джордж Браун, заступник лідера Лейбористської партії, які програв кандидату від консерваторів у виборчому округу Белпера. Д.Браун обирався депутатом з 1945 року.
Традиційно для ліберальної партії, дострокові вибори в період між 1966 і 1970 роками, виявилися практично марними. Адже багато хто з ліберальних кандидатів втратив парламентські місця. Єдиним винятком було обрання кандидата у Бірмінгемі в червні 1969 року. Однак і це місце було втрачене на парламентських виборах 1970 року. Партія не змогла представити громадськості свого нового лідера Джеремі Торпа через широке охоплення уваги Еноху Пауеллу. Результат виборів був незначний для лібералів. З Торпом вони ледь завоювали місце у Північному Девоні.
На Бі-бі-сі відділ по висвітленню виборів очолював Кліфф Мичелмор, разом з Робіном Деєм, Девідом Батлером і Робертом Маккензі. Відео з виборів 1970 року було показане ще декілька разів. Наприклад, 18 липня 2005 року, як данина Едварда Гіту, наступного дня після його смерті. Востаннє сюжет було показано 9 жовтня 2010 року. Бі-бі-сі також пародіювали в передачі Летючий цирк Монті Пайтона у своєму знаменитому скетчі «Ніч виборів».
Обидва канали Бі-бі-сі та ІТН вже в ніч виборів показували відео на кольоровій плівці, хоча з деяких віддалених районів відеосюжети були передані на чорно-білий плівці. У деяких регіонах телеканал ІТВ проводив мовлення в цей час ще не в кольорі.

## Терміни
Прем'єр-міністр Великої Британії Гарольд Вільсон, відвідав Букінгемський палац 18 травня і просив Королеву розпустити парламент 29 травня, оголосивши, що вибори будуть проведені 18 червня. Ключові дати були наступними:
| П'ятниця 29 травня  | Розпуск 44-го парламенту і офіційний початок агітації |
| Понеділок 8 червня  | Останній день подання документів на висунення         |
| Середу 17 червня    | Закінчення агітації                                   |
| Четвер 18 червня    | День голосування                                      |
| П'ятниця 19 червня  | Консервативна партія виграє владу з більшістю 31      |
| Понеділок 29 червня | 45-й парламент вперше збирається на засідання.        |
| Четвер 2 липня      | Церемонія відкриття парламенту                        |

## Результати соціологічного опитування
Результати остаточних підсумків голосування до проведення загальних виборів.
| Учасник                    | Marplan      | Hellap       | Національне опитування громадської думки (НОП) | Центр вивчення громадської думки (ОПВ) | Харріс                |
| -------------------------- | ------------ | ------------ | ---------------------------------------------- | -------------------------------------- | --------------------- |
| Консервативна партія       | 41.5 %       | 42.0 %       | 44.1 %                                         | 46.5 %                                 | 46.0 %                |
| Лейбористська партія       | 50.2 %       | 49.0 %       | 48.2 %                                         | 45.5 %                                 | 48.0 %                |
| Ліберальна партія          | 7.0 %        | 7.5 %        | 6.4 %                                          | 6.5 %                                  | 5.0 %                 |
| Інші                       | 1.3 %        | 1.5 %        | 1.3 %                                          | 1.5 %                                  | 1.0 %                 |
| Лейбористи                 | 8.7 %        | 7.0 %        | 4.1 %                                          | -1.0 %                                 | 2.0 %                 |
| Дати проведення опитування | 11-14 червня | 14-16 червня | 12-16 червня                                   | 13-17 червня                           | 20 травня — 16 червня |
| % похибки                  | 2,267        | 2,190        | 1,562                                          | 1,583                                  | 4,841                 |

## Результати
| 330          | 288        | 6   | 6 |
| Консерватори | Лейбористи | Ліб | O |

Це були перші загальні вибори, де 18-річні громадяни мали право голосу. Тому, незважаючи на 1.1 мільйона людей, які вперше голосували в 1970 році у порівнянні з 1966 роком, кількість голосувавших фактично зменшилася на 3 %. Кількість голосів лейбористів — 12,2 млн — була такою ж, як за них проголосували у 1964 році, коли вони перемогли. Що стосується лібералів, то їхня частка голосів зменшилася на 1 %, і вони втратили 6 місць, 3 з яких були найменшими.
Врешті-решт, консерватори досягнули переваги у 4,7 %, щоб дало їм комфортну більшість над лейбористами. Що стосується менших партій, то вони збільшили кількість свої депутатів з 2 до 6 місць.
| Нова урядова більшість          | 30         |
| Загальне число голосів, поданих | 28,305,534 |
| Явка                            | 72 %       |

### Результати голосування
| Найбільше набрали              | Найбільше набрали              | Найбільше набрали | Найбільше набрали | Найбільше набрали |
| ------------------------------ | ------------------------------ | ----------------- | ----------------- | ----------------- |
|                                |                                |                   |                   |                   |
| Консерватори і Юніоністи       | Консерватори і Юніоністи       |                   | 46.4%             | 46.4%             |
| Лейбористи                     | Лейбористи                     |                   | 43.1%             | 43.1%             |
| Ліберали                       | Ліберали                       |                   | 7.5%              | 7.5%              |
| Шотландська національна партія | Шотландська національна партія |                   | 1.1%              | 1.1%              |
| Незалежні                      | Незалежні                      |                   | 0.3%              | 0.3%              |
| Інші                           | Інші                           |                   | 1.6%              | 1.6%              |

### Розподіл місць у парламенті
| Parliamentary seats      | Parliamentary seats      | Parliamentary seats | Parliamentary seats | Parliamentary seats |
| ------------------------ | ------------------------ | ------------------- | ------------------- | ------------------- |
|                          |                          |                     |                     |                     |
| Консерватори і Юніоністи | Консерватори і Юніоністи |                     | 52.4%               | 52.4%               |
| Лейбористи               | Лейбористи               |                     | 45.7%               | 45.7%               |
| Ліберали                 | Ліберали                 |                     | 1.0%                | 1.0%                |
| Інші                     | Інші                     |                     | 1.0%                | 1.0%                |

## Маніфести
- A Better Tomorrow — 1970 Conservative Party manifesto
- Now Britain's strong — let's make it great to live in — 1970 Labour Party manifesto
- What a Life! — 1970 Liberal Party manifesto